# Jean-Pierre de Lamberterie
Pour les articles homonymes, voir Lamberterie.
Jean-Pierre de Lamberterie est un homme politique français né le 27 décembre 1809 à Cressensac (Lot) et mort le 1er novembre 1881 à La Roque (Lot).

## Biographie
Avocat à Paris, il a d'importantes sociétés dans sa clientèle. Après la Révolution de 1848, il est chef de cabinet de Ledru-Rollin, ministre de l'Intérieur. Il est député du Lot de 1871 à 1876, il siège à droite et s'inscrit à la réunion des Réservoirs. Il est le père de Paul de Lamberterie, député du Lot.